# كارلوس دي سيوينثا إي غونغورا
دون كارلوس دي سيوينثا إي غونغورا (14 أغسطس 1645 - 22 أغسطس 1700) هو واحد من أوائل المفكرين العظماء الذين ولدوا في العالم الجديد – إقليم إسبانيا الجديدة (مدينة مكسيكو). كان وطنيًا كريوليًا، يمجد إسبانيا الجديدة على القديمة، وعالمًا واسع المعرفة وكاتبًا. شغل العديد من المناصب الحكومية والأكاديمية. يعد سيوينثا بمثابة دا فينشي مكسيكانو («دا فينشي المكسيكي»).

## النشأة
وُلد سيوينثا في مكسيكو سيتي في عام 1645 لدون كارلوس دي سيوينثا إي بينيتو، أصله من مدريد، ودونيا ديونيسيا سواريز دي فيغيروا إي غونغورا، المولودة في إشبيلية، إسبانيا، التقى بها دون كارلوس الأكبر بعد وصوله إلى إسبانيا الجديدة في عام 1640. كان سيوينثا ثاني أكبر وأول ذكر من بين تسعة أشقاء. ربطته صلة قرابة بالشاعر الإسباني الباروكي الشهير لويس دي غونغورا من جهة والدته. درس الرياضيات وعلم الفلك تحت إشراف والده الذي كان مدرّسًا للعائلة المالكة في إسبانيا.

## طرده من الرهبنة اليسوعية
دخل سيوينثا مجتمع الرهبنة اليسوعية كمترهبن مبتدئ في 17 أغسطس من عام 1660، واتخذ نذورًا بسيطة في 15 أغسطس من عام 1662 في مدينة تيبوتوتلان. لكنه طُرد من اليسوعية في عام 1668 بسبب انتهاكه المتكرر لنظام اليسوعيين وخروجه سرًا في الليل. تاب وطلب إعادته إلى منصبه، لكنّ رئيس الرهبنة اليسوعية، القائد الأعلى للرهبنة، رفض طلبه قائلًا: «إن سبب طرد هذا الشخص مخزي للغاية، ويعترف هو نفسه بأنه لا يستحق هذه العطيّة، عطيّة إعادة إدخاله إلى الرهبنة». لم يكن هذا الطرد بمثابة خيبة أمل كبيرة ووصمة عار على سمعته فحسب، بل كان يعني أيضًا أنه سيبقى دون أمانٍ مالي لبقية حياته. إذ أصبح كاهنًا لا دينيًا، بلا رعية أو دخل ثابت حتى، وكانت الوظائف المتعددة التي سعى إليها خلال حياته لإعالة نفسه وأسرته الممتدة، الذين كانوا جميعًا، بما في ذلك والده، معتمدين عليه حتى نهاية حياته. رُسّم كاهنًا علمانيًا في عام 1673.

## مسيرته المهنية العلمية
درس سيوينثا في الجامعة الملكية البابوية في المكسيك بعد فصله من الرهبنة اليسوعية، وتفوق في الرياضيات وطور اهتمامًا بالعلوم استمر طوال حياته. سعى سيوينثا للتنافس على منصب في هيئة التدريس لتعليم الرياضيات وعلم التنجيم عندما أصبح هذا المنصب متاحًا (درّس علم الفلك بشكل أساسي عندما شغله)، على الرغم من أنه لم يكن حاصلًا على درجة الدكتوراه في هذه المواضيع. لم يكن من الواضح ما إذا كان سيوينثا مؤهلًا للمنافسة، لكنه حارب بنجاح للقيام بذلك. تُختار المناصب الجامعية تلك عن طريق المعارضات أو المنافسات بين المرشحين. يُطرح سؤال ما وعلى المرشح إتمام الجواب في غضون 24 ساعة لتحكم لجنة على إجابته. كان الكتّاب الخفيّون في بعض الأحيان يكملون التمرين، ونجح سيوينثا في المجادلة بأن منافسه الرئيس على هذا المنصب، والشخص الذي صرح بصوت عالٍ بأن سيوينثا ليس لديه مكانة حتى للمنافسة، يجب أن يظل تحت المراقبة أثناء المنافسة لمنع الغش. وفي 20 يوليو من عام 1672، عُيّن سيوينثا رئيسًا لقسم الرياضيات والتنجيم. فَسُد سجلّه كأستاذ بسبب تغيّبه كثيرًا عن الفصل الدراسي بدواعي أبحاثه حول مواضيع مختلفة وبسبب ضغط الالتزامات الأخرى التي أخذها على عاتقه لأسباب مالية. يشير أحد كتاّب سيرته إلى أن غياباته عن الجامعة قد تعزى إلى ازدرائه علم التنجيم الذي عدّه «اختراعًا شيطانيًا وبالتالي غريبًا عن العلم والطريقة والمبدأ والحقيقة».
في عام 1681، كتب سيوينثا كتابًا بعنوان «بيان فلسفي ضد المذنبات التي جُرّدت من سيطرتها على الخائفين» وحاول فيه استبعاد المخاوف من التنبؤات الخرافية الوشيكة التي ربطت المذنبات بأحداثٍ كارثية؛ يتخذ سيوينثا خطوات ضمن العمل للفصل بين مجالي التنجيم وعلم الفلك. التقى اليسوعي التيرولي أوزيبيو كينو الذي جاء إلى إسبانيا الجديدة للتبشير على الحدود الشمالية، بسيوينثا في منزله في مكسيكو سيتي. كان كلا الرجلين قد لاحظا المذنب في عام 1680 وكانا مهتمين بشدة بهذه الظاهرة. توترت مشاعر المودة بين الاثنين بسرعة، إذ اعتقد سيوينثا أن كينو قلل من مستوى التعلم لدى الإسبان المولودين في المكسيك (الكريوليون). نشر كينو انتقادًا شديدًا لرأي سيوينثا بشأن المذنبات دون أن يذكر اسمه على وجه التحديد. تجلى انتقاد كينو في أن المذنبات تتناقض مع الاعتقاد الفلكي/التنجيمي الراسخ في السماوات. غالبًا ما استشهد سيوينثا بمؤلفين مثل كوبرنيكوس وغاليليو وديكارت وكيبلر وتيخو براهي. وانبرى في عام 1690 دفاعًا عن عمله السابق من خلال نشره «الميزان الفلكي والفلسفي» الذي على عكس العديد من كتاباته الأخرى بقي في شكل مخطوطة لأنه لم يكن قادرًا على تحمل تكاليف نشره. يهاجم سيوينثا كينو بشكل مباشر بقوله: «أشير هنا إلى أنه لا يمكن لجلالته (كينو) ولا لأي عالم رياضيات آخر، حتى لو كان بطليموس نفسه، أن يقيم عقائد في هذه العلوم، إذ لا مكان للسلطة فيها مطلقًا، بل فقط برهان وإثبات». عُرف علم اللاهوت باسم «ملكة كل العلوم»، لكن موقف سيوينثا منحاز إلى جانب العلم كما حُدّد في العصر الحديث.

## جغرافي ملكي
أعدّ سيوينثا خريطة لإسبانيا الجديدة بأكملها وكانت أول خريطة على الإطلاق، في ثمانينيات القرن السابع عشر، وحازت على إشادة كبيرة ونُسخت على نطاق واسع. رسم أيضًا خرائط هيدرولوجية لوادي المكسيك. وفي عام 1692 عينه الملك كارلوس الثاني، الجغرافي الرسمي للمستعمرة. شارك بصفته جغرافيًا ملكيًا في رحلة استكشافية إلى خليج بينساكولا في فلوريدا في عام 1692 تحت قيادة أندريه دي بيز، للبحث عن تخوم يمكن الدفاع عنها ضد الاعتداء الفرنسي. رسم خريطة لخليج بينساكولا ومصب نهر المسيسيبي: وصف في عام 1693 التضاريس ضمن وصف ديل سينو دي سانتا ماريا دي جالفي، المعروف باسم بانزاكولا، دي لا موبيلا إي ديل ريو ميسيسيبي.
عندما أُحبطت محاولة إسبانية لاستعمار خليج بينساكولا في عام 1698 مع وصول الأسطول الفرنسي، ألقى قائد البعثة، أندريس دي أريولا، اللوم على سيوينثا لتحريضه على التحرك الفرنسي هذا. نجح سيوينثا في الدفاع عن نفسه ضد هذه الاتهامات في عام 1699.

## مساعٍ مهنية أخرى
تولى سيوينثا عددًا من المناصب الأخرى من أجل دعم راتبه المتواضع كأستاذ. كان قسيسًا في مستشفى ديل أمور دي ديوس (الآن أكاديمية سان كارلوس) منذ عام 1682 وحتى وفاته. وفّر له هذا المنصب مكانًا للعيش ما كان بمثابة فائدة كبيرة له نظرًا لظروفه المالية الصعبة، وأمدّه بدخلٍ ثابت من خلال الاحتفال بالقداديس مقابل رسوم ثابتة. شغل سيوينثا منصب الألمونير الأساس لرئيس أساقفة المكسيك، دون فرانسيسكو دي أغيار إي سيجاس، ووزع الصدقات على النساء الفقيرات.
لم يتابع سيوينثا اهتماماته في العلوم فحسب، بل كان أيضًا شاعرًا وكاتبًا غير روائي ومؤرخًا وفيلسوفًا ورسام خرائط وعالمًا في أوصاف الكون. كانت مكانته كبيرة لدرجة أن الملك الفرنسي لويس الرابع عشر حثّه على القدوم إلى باريس. نشر قصيدته الأولى في عام 1662. نشر تقويمًا سنويًا منذ عام 1671 وحتى عام 1701 (بعد وفاته). درست أرورا. مارغريتا بيرازا-روجيلي التقاويم التي بقيت من أعماله في كتابها الصادر في عام 2013.